# شارع الأمير ماجد بن عبد العزيز
شارع الأمير ماجد بن عبد العزيزأو كما يسمى (شارع التربية) أحد شوارع حي الريان بالرياض ويبدأ من الطريق الدائري الشرقي وينتهي بشارع الإمام الشافعي وسمي نسبة إلى الأمير ماجد بن عبد العزيز آل سعود أمير منطقة مكة المكرمة وزير الشؤون البلدية والقروية سابقا يتقاطع هذا الشارع مع الشوارع التالية على الترتيب:
- الطريق الدائري الشرقي.
- شارع عنيزة.
- شارع الشيخ عبد الرحمن السعدي.
- شارع الشيخ عمر بن سليم.
- شارع بريدة.
- شارع الإمام الشافعي.